# Lang (Austria)
Lang – gmina w Austrii, w kraju związkowym Styria, w powiecie Leibnitz. Według danych Austriackiego Urzędu Statystycznego liczyła 1281 mieszkańców (2015).